# Талвиесдеги
Талвиесдеги (Тальвиесдеги, верхнее течение — Чиас) — река в России.
Протекает в Республике Карелия по территории Муезерского района. Вытекает из озёр Ладваярви северо-восточнее посёлка Пенинга, протекает через озёра Чиасъярви и Талвисъярви (также к бассейну Талвиесдеги относятся озёра Палоярви и Хагоярви). Впадает в реку Волому в 113 км от её устья по правому берегу. Длина реки составляет 48 км, площадь водосборного бассейна — 259 км².

## Данные водного реестра
По данным государственного водного реестра России относится к Баренцево-Беломорскому бассейновому округу, водохозяйственный участок реки — Сегежа до Сегозерского гидроузла, включая озеро Сег-озеро. Речной бассейн реки — бассейны рек Кольского полуострова и Карелии, впадающих в Белое море.
Код объекта в государственном водном реестре — 02020001112102000005982.